# Мадагаскарски огърличник
Мадагаскарският огърличник (Glareola ocularis) е вид птица от семейство Glareolidae. Видът е световно застрашен, със статут Уязвим.

## Разпространение
Видът е разпространен в Коморските острови, Кения, Мадагаскар, Мозамбик, Сомалия и Танзания.